# 104. Mechanisierte Brigade
Die 104. Mechanisierte Brigade ist eine Einheit der Republikanischen Garde in Syrien.
Bis zu seiner Flucht im Juli 2011 führte General Manlaf Tlass die Brigade; anschließend übernahm Issam Zahreddine die Einheit. Am Anfang der Syrischen Revolution diente die Brigade in Darʿa. Auch in der Region um Damaskus hielt die Einheit während der Revolution Demonstrationen in Schach. Es wurde berichtet, dass die Einheit in dieser Zeit Menschenrechtsverletzungen begangen habe. Im Syrischen Bürgerkrieg diente die Einheit zunächst im August 2012 in Aleppo. Für die Chemieattacken 2013 in Syrien wurde auch die 104. Brigade verdächtigt, chemische Kampfstoffe abgefeuert zu haben. Im Oktober 2013 kämpfte die Einheit ein weiteres Mal bei Aleppo, aber anschließend wurde die Einheit in Deir ez-Zor eingesetzt und kämpft seitdem mit kleinen Unterbrechungen in dieser Region.
Über die genaue Struktur der Einheit ist nicht viel bekannt. Es gibt jedoch ein Artillerie-Bataillon und seit 2018 scheint das 800. Kommando-Battalion Teil der 104. Brigade zu sein. Davor war das Kommandobattalion Teil der 124. Brigade oder war direkt der Republikgarde unterstellt.
Die beiden Söhne von Hafiz al-Assad, Basil und Baschar al-Assad, dienten in dieser Einheit.